# 일선동조론
일선동조론(일본어: 日鮮同祖論 닛센도소론[*]) 또는 일한동조론(일본어: 日韓同祖論 닛칸도소론[*])은 야마토 민족과 조선민족이 같은 뿌리에서 나왔다는 이론이다. '동조동근론(同祖同根論)'이라고도 한다. 일본이 형, 한국(조선)이 동생이라는 일본의 우위적 사상으로, 일본 제국이 조선에서 벌인 식민지 침탈과 동화정책, 황국신민화, 민족말살정책을 정당화하는 이론적 바탕이 되었다. 한국인의 민족정신을 근원적으로 말살하려는 이론이다.

## 개요
일본 열도 주민이 한반도에서 도래한 사람들의 후예라는 주장은 에도 시대부터 있어 왔다. 에도 시대의 유학자이자 정치인인 아라이 하쿠세키(新井白石)는 '우리 나라(일본) 선조는 마한에서 왔다'고 하면서 '구마소(熊襲)와 고구려는 동족일 수 있다'고 주장했다. 또 히라타 아쓰타네(平田篤胤)등의 국학자는 신국주의(神国主義)를 배경으로 《고지키(古事記)》와 《니혼쇼키(日本書紀)》를 연구하면서 '일본과 조선은 예부터 밀접한 관계였으며 일본이 지배적 위치에 있었다'고 주장하였다. 에도시대 말기가 되면 존왕양이(尊王攘夷)에 닿는 정한론(征韓論)이 대두하고 일선동조론도 여기에 끼워 맞춰지게 되었다.
유럽에서 근대역사학이 도입된 뒤 시작된 근대 역사학에서도 이러한 주장이 이어져 호시노 히사시(星野恒)가 일선동조론을 주장하였다. 호시노는 1890년의 논문(「本邦ノ人種言語ニ付鄙考ヲ述テ世ノ真心愛国者イ質ス」)에서 실증주의의 입장에서 《고지키》와 《니혼쇼키》를 연구하여 천황가의 선조가 한반도로부터 '일본을 발견(本州ヲ発見)'하여 도래하여 온 신라의 왕이라고 주장하였다. 이들 '황조'는 먼저 현재의 시마네(島根) 지방에 정착하여 킨키(近畿) 지방으로 세력을 확장하고 진무 동정(神武東征)을 거쳐 일본열도 선주민을 정복하여, 태양신으로 추대되었던 아마테라스를 중심으로 나라를 세웠다는 것이다. 또한, 스사노오는 신라 왕으로 일본열도 정복 뒤에도 한반도와 왕래하였다고 주장하였다.나중에 스사노요와 아마테라스는 사이가 나빠지고 반도쪽이 熊襲를 지원해 반란을 일으켜서 반도와 열도는 분리되었다. 일본 신공황후에 의한 반도 침공과 구마소의 진압에 의해 한때는 한국과 일본이 통합되었지만, 신라가 반란을 일으켜 당과 연합해 백촌강의 전투에서 백제와 왜를 깨뜨려 덴지천황 때에 완전히 반도를 잃어버렸다. 호시노 히사시는 이걸 「憤慨歎惜」라고 한탄하며 토요토미 히데요시의 조선 정벌을 당연한 대가라고 주장했다. 그래서 천황가는 한반도의 지배자이고 한반도와 일본열도는 본래 한 나라이며, 조선인과 일본인은 언어적으로나 인종적으로나 비슷하므로 한반도를 다시 천황가의 영토로 편입하는 것이 마땅하다고 주장하였다. 그 밖에 기타 사다키치(喜田貞吉)등은 '조선인은 어서 일본국민으로 동화하여 똑같이 천황폐하의 충성된 신민이 되어야만 한다.'고 주장하였다.
언어학분야에서도 일선동조론을 뒷받침하기 위한 연구가 이루어졌다. 근대 초기 조선어 연구자 가운데 하나인 가나자와 쇼사부로(金沢庄三郎)는 저서「日韓兩言語同系論(일한양언어동계론)」에서 '한국의 언어는 우리 대일본제국의 언어와 동일계통에 속하는 것으로 우리 국어의 한 분파에 지나지 않으며 류구방언과 우리 국어(일본어)와의 관계와 흡사하다'고 주장하였다. 이 학설이 세계적으로 널리 알려져 가나자와가 나중에 지은《일선동조론(日鮮同祖論)》이란 제목이 '일선동조론'이라는 말의 어원이 될 만큼 그 파급력이 컸다.
일선동조론은 일본 제국에 의한 조선의 식민지 침탈과 동화정책, 황국신민화, 민족말살정책 정당화에 이용되었으며, 일선동조론에 더해 만주·몽골을 '동족'으로 끌어들인 '대아시아주의(大亞細亞主義)'는 일제의 만주, 중국 침략을 정당화하는 '대동아공영권'의 근거로 쓰였다.

## 과학적 연구 결과
유전학적 연구결과와 언어학적 연구 결과는 한국과 일본 사이에 공통조상이 있고, 야요이인은 한반도에서 도래하였다는 것을 보여주나, 야마토 민족과 한민족(조선민족)이 같은 민족이었다가 분화되었다는 일선동조론의 주장과는 차이가 있다. 또한 한국어족과 일본어족 사이의 계통적 관계는 없다는 것이 정설이다. 원래 같은 황인종으로서 유전적으로 가까운 민족이긴 했으나 한국어족과 일본어족은 전혀 다른 언어를 사용했는데, 일본어족을 사용하던 야요이인이 한국어족의 팽창에 의해 일부가 일본으로 건너가 일본 열도를 정복하고, 나머지는 한국어족에 동화되면서 현재의 언어가 된 것(반도일본어설)으로 보인다. 또한 열도를 정복한 정권이 한반도의 남부를 지배했다는 임나일본부설은 역사학적으로 완전히 부정되고 있다.

## 같이 보기
- 일본의 전쟁 범죄
- 고지키
- 니혼쇼키
- 대륙사관
- 민족사관
- 식민사관
- 황국사관
- 팔굉일우
- 황국신민화
- 황민화 정책
- 오족협화
- 임나일본부
- 최남선
- 일류동조론
- 일유동조론
- 내선일체
- 다카마가하라
- 고천원공원: 가야대학교 경상북도 고령캠퍼스내 소재

## 참고 문헌
- '일선동조론' - 브리태니커 백과[깨진 링크(과거 내용 찾기)]
- 《일선동조론(日鮮同祖論)》, 가나자와 쇼사부로(金澤庄三郞), 刀江書院(도강서원), 1929
- 《単一民族神話の起源--〈日本人〉の自画像の系譜(단일민족신화의 기원—일본인의 자화상의 계보)》, 오구마 에이지(小熊英二), 新曜社, 1995